# Degersheim
Degersheim je obec na východě Švýcarska v kantonu St. Gallen. Žije zde přibližně 4 100 obyvatel.

## Geografie

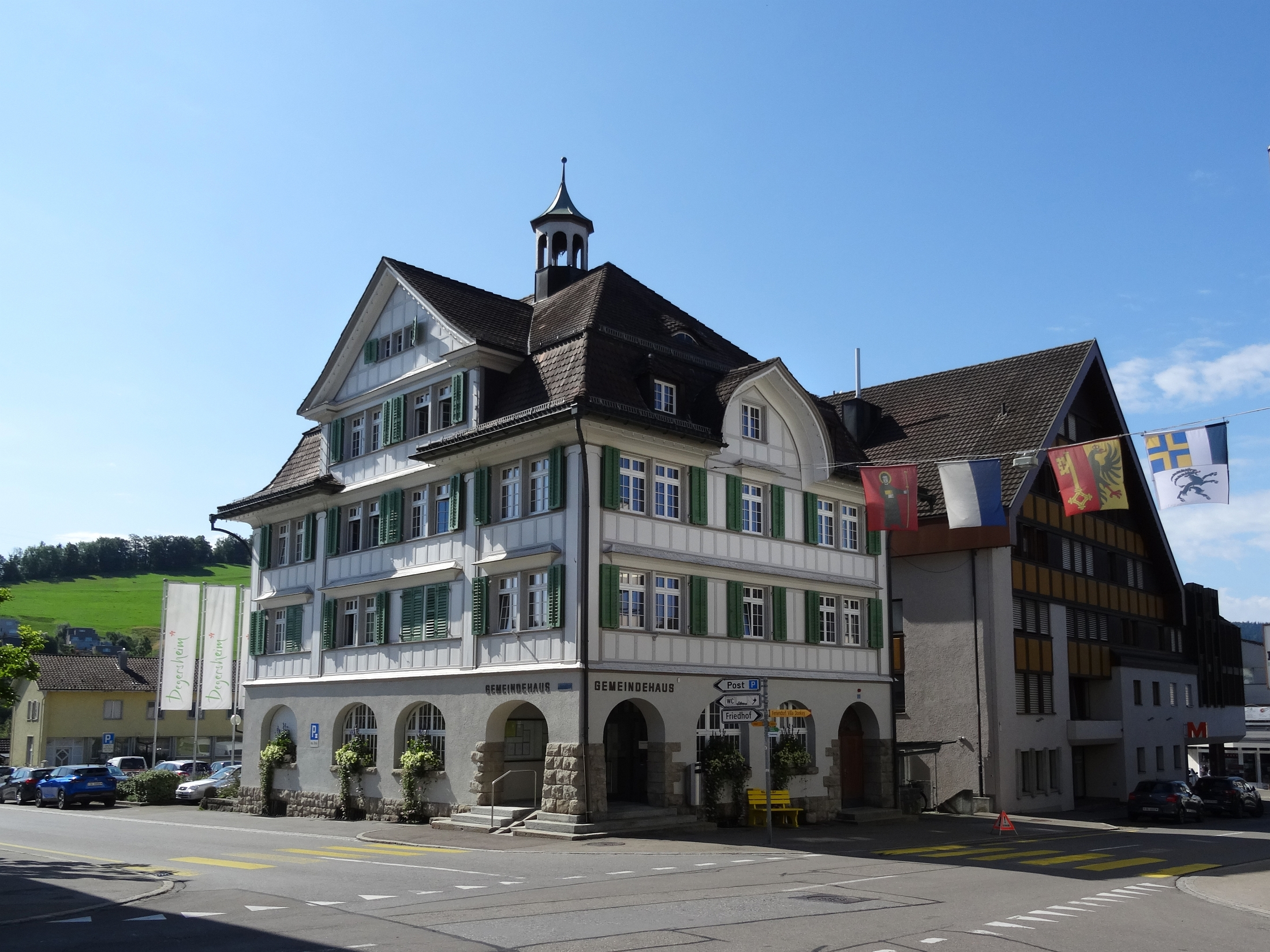
Obecní úřad

Degersheim je zasazen do kopcovité krajiny, západně od kantonálního hlavního města St. Gallen.
Nejnižší bod Degersheimu se nachází v údolí Bubental v nadmořské výšce 647 m. Nejvyšší bod je v degersheimské exklávě Obergampen v nadmořské výšce 1061 m. Železniční stanice je v nadmořské výšce 798 m. Rozloha obce je 1448 ha, z toho 793 ha tvoří louky a pole, 509 ha lesy, 46 ha silnice, cesty nebo železnice, 25 ha budovy a 5 ha vodní plochy.
Degersheim odvodňuje řeka Aachbach, která se vlévá do Neckeru, a Talbach, přítok Wissbachu.
K obci Degersheim patří vesnice Wolfertswil a vesnice Magdenau s klášterem Magdenau. Nad Wolfertswilem se rozkládá nejníže položené rašeliniště na severní straně Alp, Rotmoos. Sousedními obcemi jsou Oberuzwil, Flawil, Herisau, Schwellbrunn, Neckertal a Lütisburg. Se Schwellbrunnem a Neckertalem sousedí exkláva Obergampen.
V létě je Degersheim výchozím bodem pro pěší túry a cyklistické výlety. V zimě nabízí Degersheim dva lyžařské vleky s osvětlenou sjezdovkou pro večerní lyžování a běžkařskou trasu.

## Historie

Letecký pohled (1922)

Degersheim je zmiňován v roce 837 jako Tegarasgai, Wolfertswil v roce 838 jako Wolfridenswilare. „Degersheim“ není původní jméno na -heim, ale je složeno ze starohornoněmeckého tëgar (velký, rozsáhlý) a asca (jasan, jeřabina). Foneticky vyvinuté nářeční Tegersche bylo přetlumočeno jako „Degersheim“ až v moderní době.
Ve 13. století byl položen základní kámen kláštera Magdenau, který se nacházel v trojúhelníku Degersheim-Flawil-Uzwil. Obyvatelé Degersheimu patřili k farnosti Oberglatt u Flawilu a na konci 15. století si zde postavili vlastní kapli. Od Oberglattu se odtrhli v roce 1708 a svobodu si vykoupili v roce 1808 za 2897 guldenů.
Obyvatelé se živili především chovem dobytka a obilnářstvím. V roce 1447 je zmiňován mlýn. V 17. století získal klášter Magdenau infrastrukturu, která existuje dosud. Evangelická farnost byla založena v roce 1708 a katolická v roce 1763. Přibližně od roku 1750 si do Degersheimu našlo cestu tkalcovství bavlny.
V roce 1803 se Degersheim stal politickou obcí v nově založeném kantonu St. Gallen. Magdenau a Degersheim se spojily v roce 1804. V roce 1818 zničil požár 40 domů, 15 stodol a kostel. Bez střechy nad hlavou zůstalo 200 lidí. Kolem roku 1860 zažil Degersheim díky vyšívačskému průmyslu hospodářský rozmach. V tomto odvětví bylo zaměstnáno až 900 lidí. V roce 1910 byl Degersheim napojen na železniční síť. Po krizi vyšívačského průmyslu se Degersheim od roku 1930 zaměřil především na zpracování kovů a dřeva.
Až do roku 2002 patřil Degersheim k okresu Untertoggenburg. V rámci správní reformy v důsledku nové kantonální ústavy se obec v roce 2003 stala součástí volebního obvodu Wil.

## Obyvatelstvo
| Rok            | 1816 | 1850 | 1900 | 1910 | 1941 | 1950 | 1990 | 2000 | 2010 | 2019 |
| Počet obyvatel | 1067 | 1620 | 3414 | 3766 | 2966 | 3186 | 4065 | 3952 | 3905 | 4121 |

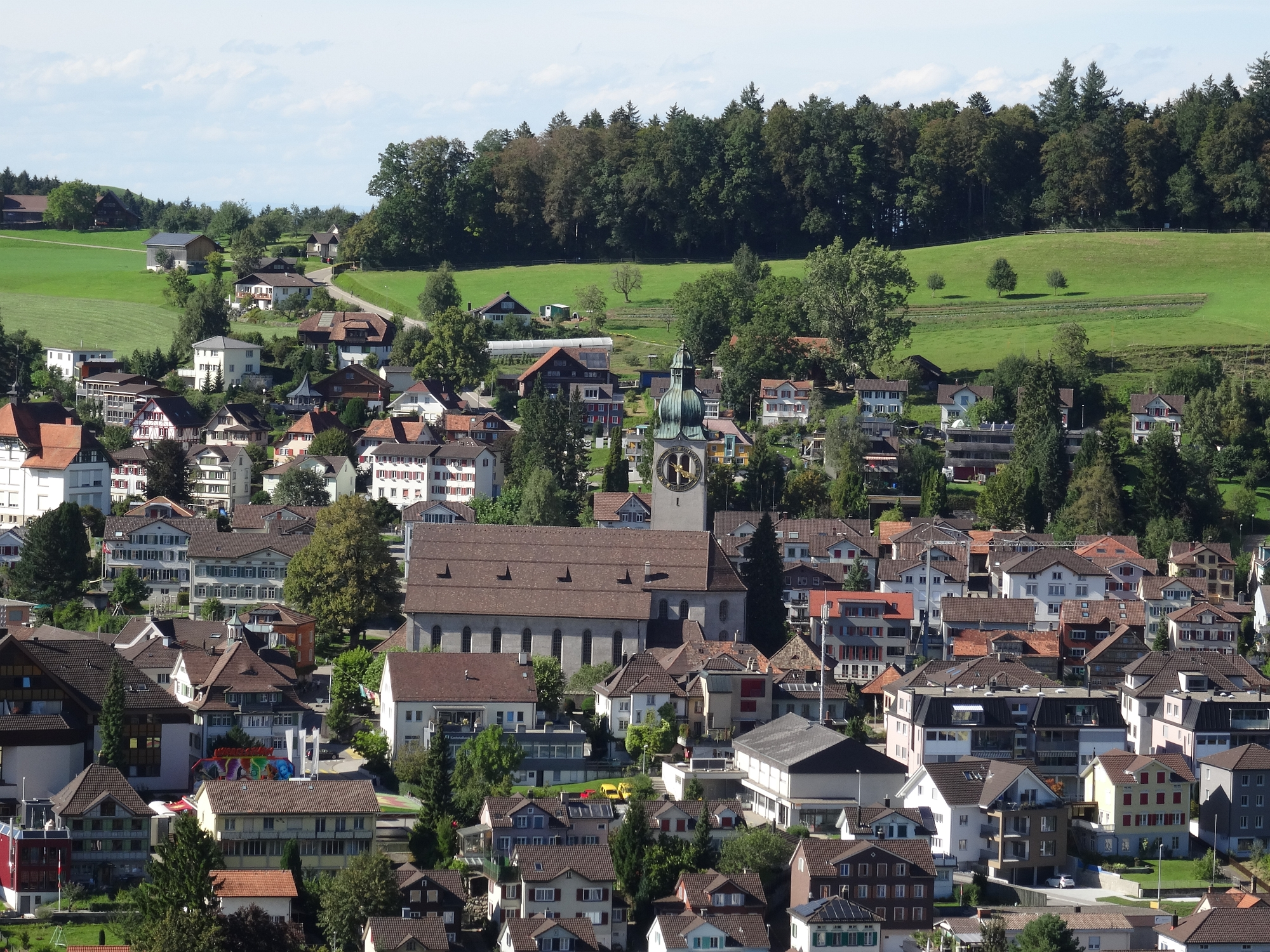
Katolický kostel

K 31. prosinci 2019 v obci žilo 18,6 % cizinců. Ke stejnému datu se 34,9 % obyvatel hlásilo ke katolické církvi, a 27,4 % pak k církvi reformované.

## Doprava
Nádraží Schweizerische Südostbahn (SOB) v Degersheimu je napojeno na síť S-Bahn St. Gallen. Stanice je obsluhována linkami S4 a S2. Vlaky Interregio Voralpen-Express (St. Gallen – Lucern) od prosince 2013 kvůli rozšíření S-Bahnu v Degersheimu nezastavují. Linka Postbusu spojuje Degersheim s Flawilem přes Wolfertswil a Magdenau a zajišťuje tak napojení na síť Švýcarských spolkových drah (SBB). Další linka Postbusu vede přes Dicken do St. Peterzell v údolí Neckertal.

## Osobnosti
- Monika Ribar (* 1959), manažerka a předsedkyně představenstva Švýcarských spolkových drah (SBB)

## Partnerská obec
- Chamoson, Švýcarsko